# Matti Oehl
Matti Oehl (* 1990 in Hoyerswerda) ist ein deutscher Jazzmusiker (Altsaxophon, Komposition).

## Leben und Wirken
Oehl erhielt ersten musikalischen Unterricht im Alter von sechs Jahren, später folgte eine klassische Ausbildung auf der Klarinette. In der Band seines Vaters hatte er ersten Kontakt mit Jazz und der Improvisation. Seit dem 14. Lebensjahr spielt er Saxophon, mit 17 fasste er den Entschluss Musik zu studieren. Er studierte ab 2009 zunächst an der Hochschule für Musik Dresden bei Finn Wiesner, ab 2010 dann  an der Hochschule für Musik Leipzig bei Johannes Enders und Michael Wollny.
In Dresden gründete sich seine erste eigene Band, das Quartet No. 2. Seit 2012 spielte er im kollaborativen Quartett Trio.Diktion mit Antonia Hausmann, Philip Frischkorn und Jakob Petzl, das 2017 sein zweites Album Serenade veröffentlichte. In seinem eigenen Quartett spielen Johannes Enders, Robert Lucaciu und Tom Friedrich; dessen Album Ornament wurde 2016 bei Unit Records veröffentlicht. Weiterhin komponiert Oehl für das Aurora Oktett um Carl Wittig, dem er auch angehört. Außerdem ist er Mitglied des Ensembles von Philipp Rumsch.

## Diskografische Anmerkungen
- 2015 Trio.Diktion: Hotel Savoy (Album)
- 2016 Matti Oehl Quartett: Ornament (Album, Unit Records)
- 2017 Trio.Diktion: Serenade (Album)
- 2018 Philipp Rumsch Ensemble: Reflections (Album, Denovali Records)
- 2022: Carl Wittig Perspective Suite (Album, Double Moon Records)

## Preise und Auszeichnungen
Oehl wurde mit dem Quartet No. 2 bei der Bundesbegegnung Jugend jazzt 2009 ausgezeichnet. Er erhielt mit Trio.Diktion 2014 den Leipziger Nachwuchspreis und 2016 beim Jungem Münchner Jazzpreis den zweiten Preis. Mit Carl Wittigs Aurora Oktett errang er beim 12. Burghauser Nachwuchs-Jazzpreis 2022 den Dritten Preis und 2025 den Deutschen Jazzpreis in der Kategorie „Großes Ensemble des Jahres.“